# Sabanejewia aurata
Sabanejewia aurata es una especie de pez de la familia Cobitidae en el orden de los Cypriniformes.

## Subespecies
- Sabanejewia aurata aralensis (Kessler, 1877
- Sabanejewia aurata aurata (De Filippi, 1863.[3]